# Delroy James
Delroy James (4 maggio 1987) è un cestista guyanese.
È fratello di Shawn James, anch'egli cestitsta.

## Carriera
Dall'estate 2012 milita nel Basket Ferentino in Legadue. Prima dell'esperienza italiana ha militato nella massima serie israeliana con la maglia del Bnei HaSharon (10 presenze), e in NBA D-League con i Tulsa 66ers (26 presenze). Nella stagione 2013-2014 milita nell'Enel Brindisi in Lega A.

## Palmarès
- Coppa Intercontinentale: 1

AEK Atene: 2019
- Coppa di Grecia: 1

AEK Atene: 2017-2018
- Basketball Champions League: 1

AEK Atene: 2017-2018
- Supercoppa greca: 1

Promitheas Patrasso: 2020